# José Murad
José Duailibe Murad (Codó, 14 de abril de 1920 — São Luís, 27 de maio de 2011) foi um médico e político brasileiro.
Filho de pais libaneses que imigraram para o Brasil ainda jovens. Em Codó passou toda a sua infância, tendo se mudado para São Luís na adolescência, onde se fixaria em definitivo, afastando-se apenas para cursar medicina no Rio de Janeiro.
Formado em medicina na Faculdade da Praia Vermelha, na atual Universidade Federal do Rio de Janeiro, o José Murad especializou-se em cardiologia clínica na Santa Casa daquela cidade, após o que concorreu a uma única vaga de médico no hospital do Instituto de Aposentadoria e Pensões dos Industriários (IAPI), em Belo Horizonte, com sucesso. No final da década de 1940, regressou ao Maranhão, tornando-se o pioneiro na especialidade cardiológica naquele estado. Por muito tempo clinicou em residências e hospitais, tendo ministrado aulas sobre cardiologia na Universidade Federal do Maranhão (UFMA). 
No final dos anos 1950, tornou-se provedor da Santa Casa de Misericórdia do Maranhão até o início dos anos 2000. Sempre direcionado ao atendimento da população mais carente, o hospital filantrópico passou por grandes ampliações e melhoramentos na sua gestão, contando nos dias atuais com oito pavilhões de internamento, um ambulatório, um centro cirúrgico com ampla capacidade, e diversos outros serviços. 
José Murad foi secretário estadual de Saúde e Assistência Social nos governos de José Sarney e Antônio Jorge Dino, entre 1966 e 1970. Sua gestão foi voltada para a expansão e melhoramento da rede hospitalar maranhense, interiorização do atendimento médico e proteção da população das doenças infectocontagiosas que a ameaçavam, à época. Merecem destaque, no período, a reforma promovida nos grandes hospitais de São Luís, a abertura pioneira de postos de saúde nos subúrbios da capital, a extensão da rede física para o interior, para onde foram levados mais de cinquenta profissionais médicos, a promoção de campanhas de vacinação em massa contra a varíola e a poliomielite, além da inauguração de uma maternidade e do hospital dos servidores do estado. No período compreendido entre 1975 e 1978, durante o governo de Osvaldo da Costa Nunes Freire, foi vice-governador do Estado, tendo exercido interinamente a governança entre 15 e 31 de março de 1975.